# ビンディン省
ビンディン省（ビンディンしょう、ベトナム語：Tỉnh Bình Định / 省平定  発音）は、ベトナムのかつての省（地方自治体）。南中部に位置し、東は南シナ海に接している。

## 歴史
1000年、ミーソンを放棄したチャンパ王国は、この地を「ヴィジャヤ」と名付け首都とした。
1471年、大越の黎聖宗（レ・タイントン）の侵入により、ベトナムの領域となる。
1771年、タイソン県で西山党の乱が起こる。1773年、帰仁（クイニョン）は西山勢に占拠される。
1799年、阮福映が帰仁を占領。ビンディン（平定）という地名はこの時に付けられた。
1965年、ベトナム戦争のさなか、韓国軍が上陸し、プレアン村、キンタイ村掃討。化学兵器が使用された。
1966年1月、タイヴィン虐殺。2月にはタイビン村虐殺事件。ゴダイの虐殺が起きた。

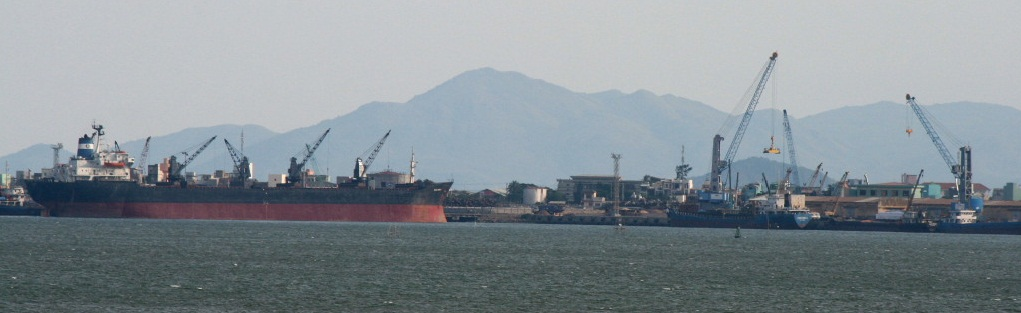
クイニョン港（Quy Nhơn Port）

2025年、ザライ省に統合された。

## 隣接行政区画
- フーイエン省
- ザライ省
- クアンガイ省

## 行政区分
ビンディン省は、以下の行政単位に区分される。

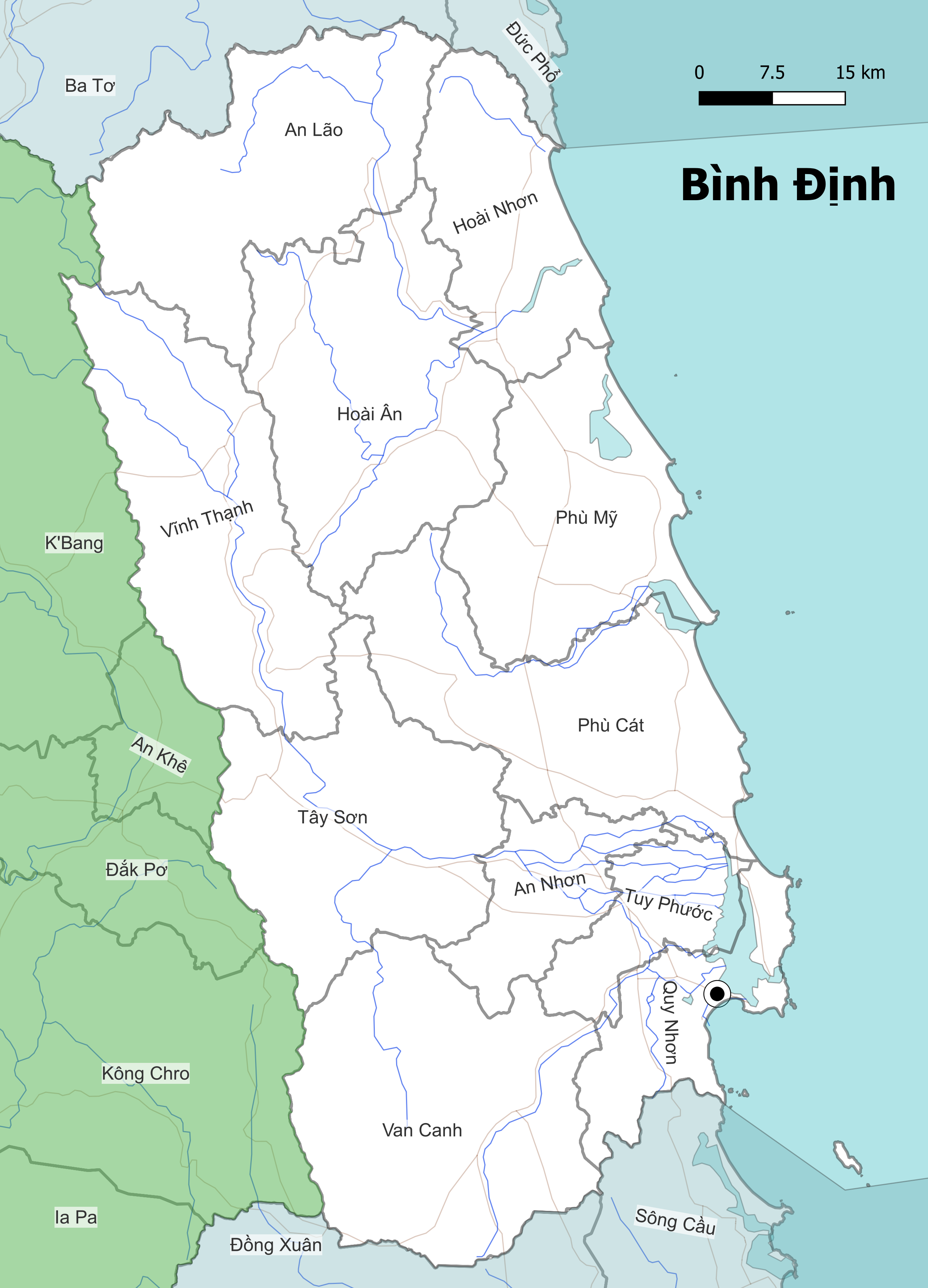
地図

- 市（Thành phố / 城庯）
  - クイニョン市（Qui Nhơn / 歸仁）

- 市社（Thị xã / 市社）
  - アンニョン市社（An Nhơn / 安仁）
  - ホアイニョン市社（Hoài Nhơn / 懷仁）

- 県（Huyện / 縣）
  - アンラオ県（An Lão / 安老）
  - ホアイアン県（Hoài Ân / 懷恩）
  - フーカット県（Phù Cát / 符吉）
  - フーミー県（Phù Mỹ / 符美）
  - トゥイフオック県（Tuy Phước / 綏福）
  - タイソン県（Tây Sơn / 西山）
  - ヴァンカイン県（Vân Canh / 耘耕）
  - ヴィンタイン県（Vĩnh Thạnh / 永盛）

## ギャラリー

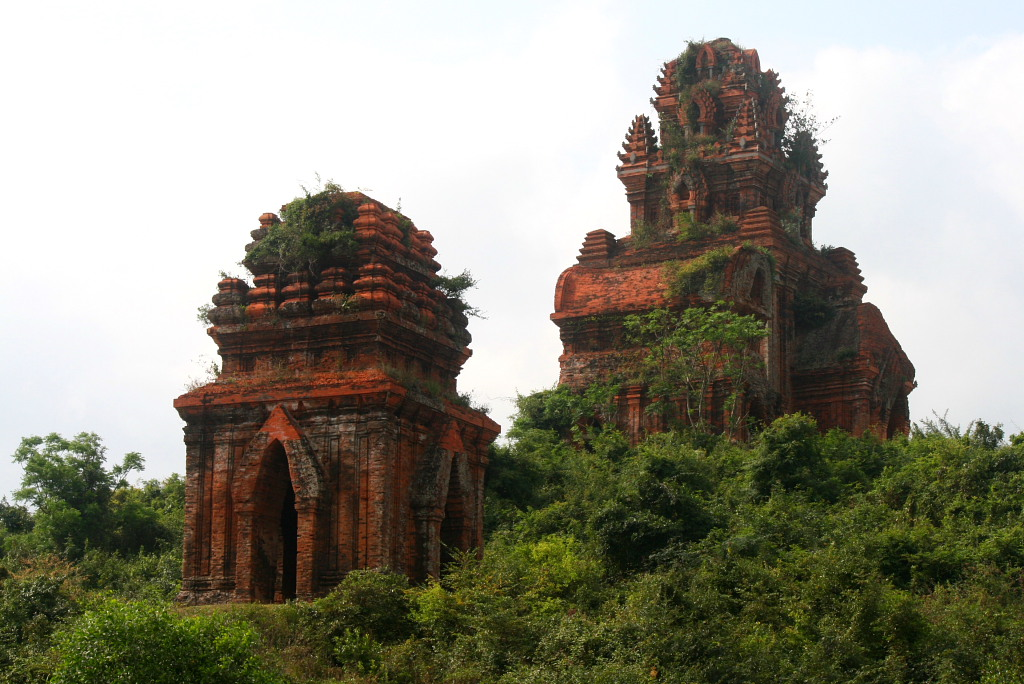
バイン・イット・チャンパ塔
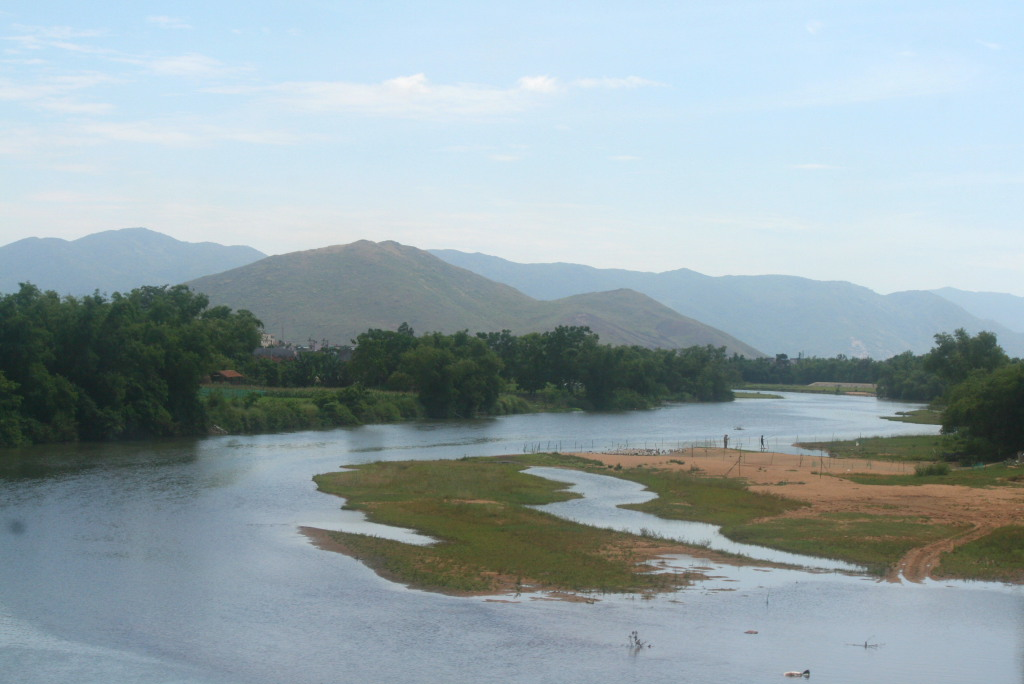
コン川
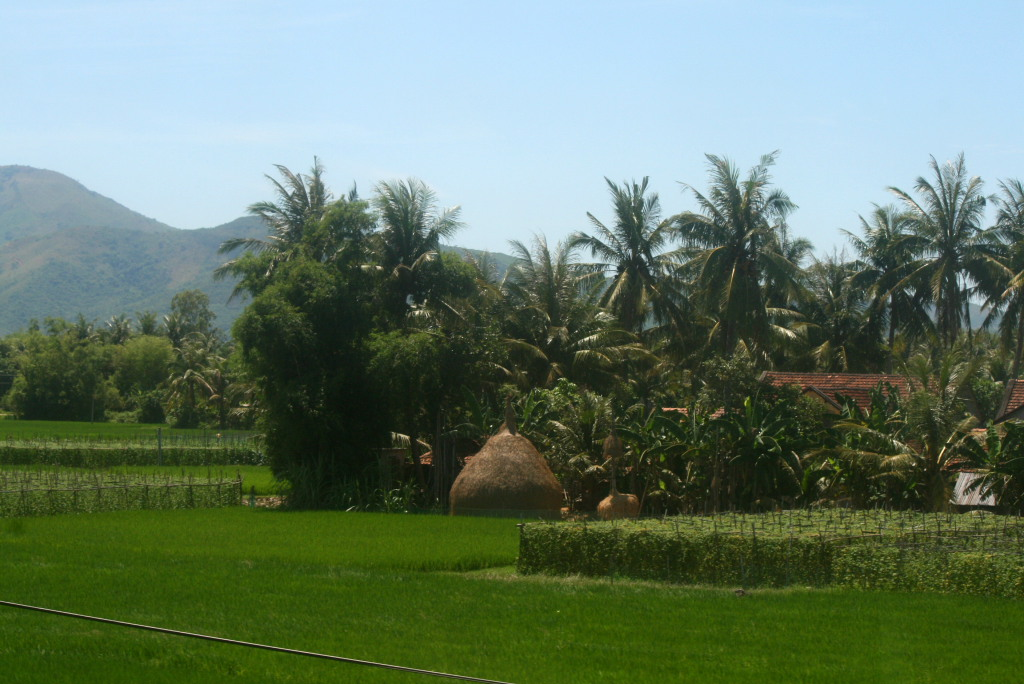
ビンディン省の農園
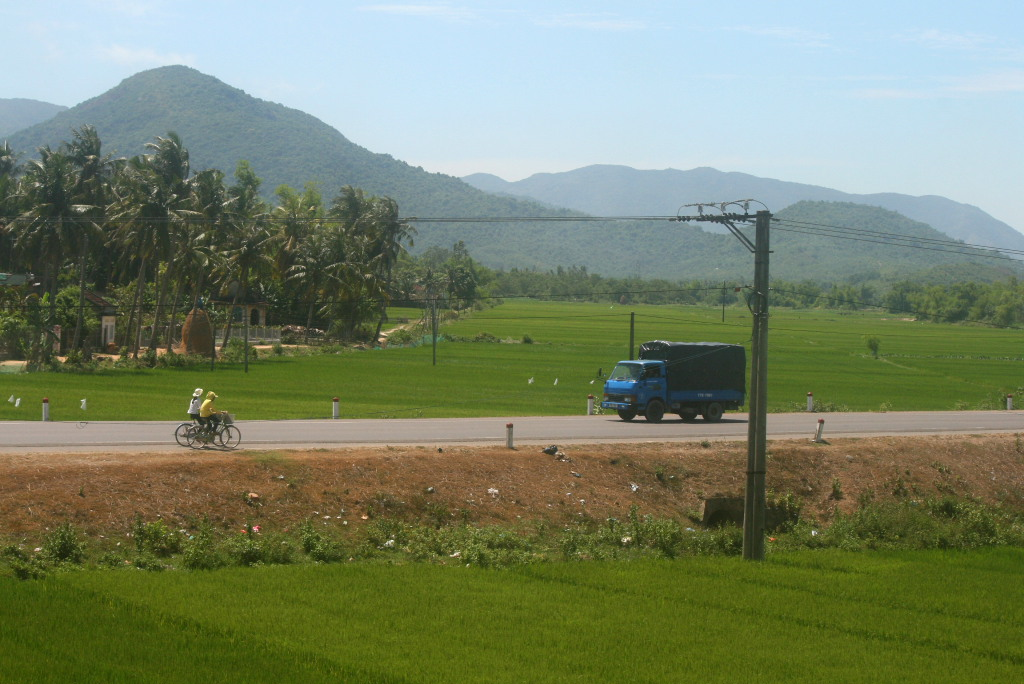
ビンディン省の国道1A号線 (ベトナム)。ベトナム戦争（1960年12月 - 1975年4月30日）の間は双方の陣営にとって重要な道路となり、南ベトナム解放民族戦線による破壊工作やアメリカ軍による北爆によって、通行が困難になるほどの損害を受けた。

## 交通
- フーカット空港
- ベトナム鉄道南北線(統一鉄道) ： タムクァン駅 - ボンソン駅 - ヴァンフー駅 - カインフォック駅 - フーカット駅 - ビンディン駅 - ジウチ駅（ベトナム語版） - タンヴィン駅 - ヴァンカイン駅
- ベトナム鉄道 ジウチ-クイニョン線 ： ジウチ駅 - クイニョン駅（ベトナム語版）